# SMS Kigyo
SMS Kigyo (SM Tb 14) – austro-węgierski torpedowiec z końca XIX wieku i okresu I wojny światowej, jedna z czterech jednostek typu Python. Okręt został zwodowany 11 kwietnia 1899 roku w brytyjskiej stoczni Yarrow w Londynie, a do służby w Kaiserliche und Königliche Kriegsmarine wszedł 31 stycznia 1900 roku. W 1910 roku nazwę jednostki zmieniono na oznaczenie numeryczne 14. W 1914 roku okręt przebudowano na tender wodnosamolotów. W wyniku podziału floty po upadku Austro-Węgier jednostkę przyznano Wielkiej Brytanii, gdzie została złomowana w 1920 roku.

## Projekt i budowa
SMS „Kigyo” był jednym z czterech przybrzeżnych torpedowców, zamówionych w Wielkiej Brytanii, których projekt bazował na zbudowanym w 1896 roku w stoczni Yarrow torpedowcu „Viper” (Tb 17).
Okręt zbudowany został w stoczni Yarrow w Londynie. Stępkę torpedowca położono w 1898 roku, został zwodowany 11 kwietnia 1899 roku, a do służby w Kaiserliche und Königliche Kriegsmarine przyjęto go 31 stycznia 1900 roku.

## Dane taktyczno-techniczne
Okręt był niewielkim, przybrzeżnym torpedowcem. Długość na konstrukcyjnej linii wodnej wynosiła 46,6 metra (45,9 metra między pionami), szerokość 4,6 metra i zanurzenie 2,3 metra. Wyporność standardowa wynosiła 115 ton, zaś pełna 135 ton. Okręt napędzany był przez maszynę parową potrójnego rozprężania o projektowanej mocy 1800 KM (maksymalnej 2000 KM), do której parę dostarczały dwa kotły Yarrow. Jednośrubowy układ napędowy pozwalał osiągnąć prędkość 24 węzły. Jednostka zabierała zapas 30 ton węgla.
Okręt wyposażony był w trzy pojedyncze wyrzutnie torped kalibru 450 mm umieszczone na pokładzie. Uzbrojenie artyleryjskie stanowiły dwa pojedyncze działka pokładowe kal. 47 mm L/33 Hotchkiss.
Załoga okrętu składała się z 21 oficerów, podoficerów i marynarzy.

## Służba
W 1910 roku na podstawie zarządzenia o normalizacji nazw „Kigyo” utracił swą nazwę, zastąpioną numerem 14. W 1913 roku torpedowiec przeszedł generalny remont, zaś w 1914 roku przystosowano go do pełnienia roli okrętu lotniczego, demontując jedną wyrzutnię torpedową w celu umieszczenia na pokładzie wodnosamolotu. Z powodu rozpadu monarchii habsburskiej 1 listopada 1918 roku na jednostce opuszczono po raz ostatni banderę KuKK. W wyniku przeprowadzonego w styczniu 1920 roku podziału floty austro-węgierskiej okręt został przyznany Wielkiej Brytanii. Jednostka została złomowana w 1920 roku.